# Amélia Rodrigues (Bahia)
Amélia Rodrigues is een gemeente in de Braziliaanse deelstaat Bahia. De gemeente telt 24.491 inwoners (schatting 2009).

## Aangrenzende gemeenten
De gemeente grenst aan Conceição do Jacuípe, Santo Amaro, São Sebastião do Passé en Terra Nova.